# Стамбульський міжнародний кінофестиваль
Міжнародний стамбульський кінофестиваль (тур. Uluslararası Istanbul Film Festivali) — турецький міжнародний кінофестиваль. Заснований в 1982 році Стамбульським фондом культури і мистецтв. З 1984 по 1988 рік називався «Міжнародні стамбульські дні кіно». Проводиться щорічно у квітні. Директор фестивалю — Керем Аян.
На кінофестивалі представлені національні і міжнародні фільми. Акредитований Міжнародною федерацією асоціацій кінопродюсерів у 1989 році. Головний приз кінофестивалю — «Золотий тюльпан».
Серед вітчизняних картин єдиний раз перемогу на фестивалі отримав радянський фільм «Бережи мене, мій талісман» Романа Балаяна в 1987 році. У 2012 році перемогу здобув американо-німецький фільм «Дуже самотня планета» американського режисера російського походження Джулії Локтєв.

## Цензура
У 1988 році турецький уряд вилучив 5 фільмів з 160 представлених на кінофестивалі для перевірки. В результаті перевірки фільм Тенгіза Абуладзе «Благання» був заборонений до показу в Туреччині за «антиісламізм», ще з чотирьох фільмів зажадали вирізати еротичні сцени. В зв'язку з цензурою голова колегії журі «Золотого тюльпана» Еліа Казан висловив протест, після чого Міністр культури Туреччини законодавчо звільнив міжнародні кінофестивалі Туреччини від цензури.

## Номінації
- Золотий тюльпан (за Найкращий іноземний фільм)
- Найкращий турецький фільм року
- Найкращий турецький режисер року
- Спеціальний приз журі
- Спеціальне згадування
- Найкращий актор і Найкраща акторка (національний конкурс)
- Почесний приз
- Приз за особистий внесок
- Приз ФІПРЕССІ (національний (пам'яті Оната Кутлара) і міжнародний конкурс)
- Приз Кінопремії Ради Європи
- Приз глядацьких симпатій

## Переможці
2021
- Золотий тюльпан міжнародного конкурсу: Madalena (2021) режисера Madiano Marcheti
- Золотий тюльпан національного конкурсу: Beni Sevenler Listesi (2021) режисера Emre Erdoğdu